# Bundesverfassungsgesetz für ein atomfreies Österreich
Das Bundesverfassungsgesetz für ein atomfreies Österreich ist ein österreichisches Verfassungsgesetz, das die Nutzung von Kernkraft zur Energiegewinnung und den Bau entsprechender Anlagen verbietet.

## Geschichte
Das „Bundesverfassungsgesetz für ein atomfreies Österreich“ von 1999 geht in seinem Ursprung auf das 1978 unter dem Bundeskanzler Bruno Kreisky beschlossene sogenannte „Atomsperrgesetz“ zurück.

### Bundesgesetz von 1978
Nach der Volksabstimmung 1978 gegen die Inbetriebnahme des bereits fertiggestellten Kernkraftwerks Zwentendorf wurde noch im Dezember 1978 ein einfaches Gesetz – das sogenannte „Atomsperrgesetz“ (offiziell Bundesgesetz vom 15. Dezember 1978 über das Verbot der Nutzung der Kernspaltung für die Energieversorgung in Österreich) – beschlossen.
Befürworter des Gesetzes bekamen Rückenwind nach dem Reaktorunfall in Three Mile Island. Viele Gegner wurden aber 1986 beim Reaktorunglück in Tschernobyl überzeugt.

### Bundesverfassungsgesetz
1996/1997 sammelte die außerparlamentarische Kleinpartei „Bürgerliche Grüne Österreichs“ (BGÖ) Unterstützungserklärungen für ein „Volksbegehren für ein Atomfreies Österreich“. Durch das überraschend präsentierte FPÖ-Volksbegehren gegen die EURO-Einführung terminlich in Zugzwang gebracht, reichte die BGÖ das Volksbegehren im September 1997 dann mit den Unterschriften von neun freiheitlichen Nationalratsabgeordneten ein. Zustellungsbevollmächtigte waren der BGÖ-Generalsekretär Günter Ofner und der BGÖ-Bundesvorsitzende Rudolf Dunkl. Damit konnten beide Volksbegehren gleichzeitig zur Unterschrift aufgelegt werden, was auch eine deutliche Kostenersparnis für die Republik bedeutete. Eine weitergehende Zusammenarbeit zwischen BGÖ und FPÖ war nicht gegeben. Das Volksbegehren erzielte 248.787 gültige Unterschriften (= 4,34 Prozent). Sein Text wurde fast wörtlich in das spätere Bundesverfassungsgesetz übernommen.
1999 wurde das Bundesverfassungsgesetz für ein atomfreies Österreich einstimmig im Parlament beschlossen (Verfassungsnovelle 1999), und damit das Atomsperrgesetz in den Verfassungsrang erhoben.

## Inhalt
Das Gesetz für ein atomfreies Österreich besagt in fünf Paragraphen Folgendes:
- In Österreich dürfen keine Atomwaffen hergestellt, gelagert, getestet oder transportiert werden.
- Kernkraftwerke dürfen nicht errichtet bzw. bereits errichtete nicht in Betrieb genommen werden.
- Der Transport und die Lagerung von spaltbarem Material ist untersagt. Ausgenommen sind nur jene Materialien, die nur für die friedliche Nutzung außer zur Energiegewinnung dienen.
- Es ist sicherzustellen, dass Schäden, die in Österreich auf Grund eines nuklearen Unfalles eintreten, angemessen ausgeglichen werden und dieser Schadenersatz möglichst auch gegenüber ausländischen Schädigern durchgesetzt werden kann. Diesem Erfordernis wird durch das Atomhaftungsgesetz 1999 Rechnung getragen.
- Verantwortlich für die Durchsetzung ist die jeweilige Bundesregierung.

## Rechtsquelle
- Bundesverfassungsgesetz für ein atomfreies Österreich BGBl. I Nr. 149/1999 (PDF)
- Verbot der Nutzung der Kernspaltung für die Energieversorgung in Österreich BGBl. Nr. 676/1978 (PDF), durch das Bundesverfassungsgesetz für ein atomfreies Österreich materiell derogiert.